# Mitostoma
Mitostoma är ett släkte av lockespindlar. Mitostoma ingår i familjen fläcklockar, Nemastomatidae.

## Dottertaxa tillMitostoma, i alfabetisk ordning[1][2]
- Mitostoma alpinum (Hadži, 1931)
- Mitostoma anophthalmum (Fage, 1946)
- Mitostoma atticum (Roewer, 1928)
- Mitostoma cancellatum (Roewer, 1917)
- Mitostoma carneluttii Hadži, 1973
- Mitostoma chrysomelas (Hermann, 1804), Guldlocke
- Mitostoma daccordii Tedeschi & Sciaky, 1997
- †Mitostoma denticulatum (Koch & Berendt, 1854)
- Mitostoma fabianae Tedeschi & Sciaky, 1997
- Mitostoma gracile (Redikortsev, 1936)
- †Mitostoma gruberi Dunlop & Mitov, 2009
- Mitostoma macedonicum Hadži, 1973
- Mitostoma olgae (Šilhavý, 1939)
  - Mitostoma olgae decorum (Šilhavý, 1939)
  - Mitostoma olgae kratochvili (Šilhavý, 1939)
  - Mitostoma olgae olgae (Šilhavý, 1939)
  - Mitostoma olgae zorae Hadži, 1973
- Mitostoma orobicum (Caporiacco, 1949)
- Mitostoma patrizii Roewer, 1953
- Mitostoma pyrenaeum (Simon, 1879)
- Mitostoma sabbadinii Tedeschi & Sciaky, 1997
- Mitostoma valdemonense Marcellino, 1974
- Mitostoma zmajevicae Hadži, 1973